# Cabriales
Cabriales (špa. Río Cabriales) je rijeka u Venezueli. Ulijeva se rijeku Caño Central, a pripada slijevu jezera Valencia (endoreički bazen).

## Riječni tijek
Cabriales izvire u Karipskim Andama u nacionalnom parku San Esteban, na obroncima planine Hilaria (1650 metara) u saveznoj državi Carabobo. Od tamo teče prema jugu preko grada Valencia, do ušća u jezero Valencija.
Slijev rijeke Cabriales iznosi 140 km², proteže se preko države Carabobo.
Najveće pritoke rijeke su Retobo i Casupo.

## Vanjske poveznice
|  | Zajednički poslužitelj ima još gradiva o temi Cabriales |

- Río Cabriales na portalu TouristLink  Arhivirana inačica izvorne stranice od 17. prosinca 2019. (Wayback Machine) (šp.)